# Spiperone
Lo spiperone è una molecola ad attività antipsicotica facente parte della classe dei butirrofenoni. Esplica un'attività antagonista sui principali recettori della serotonina e della dopamina, in particolare su 5-HT1A, 5-HT2A, 5-HT7 e su D2, mentre ha affinità trascurabile per i recettori 5-HT2C. L'attività dello spiperone fu studiata mediante l'utilizzo di molecole marcate con atomi di trizio. La capacità della molecola inoltre di interagire coi canali CaCCs (analoghi dei canali CFTR) ne fa un principio attivo oggetto di studio nella terapia della fibrosi cistica.